# Water of Girvan
Das Water of Girvan ist ein Fluss in der schottischen Council Area South Ayrshire.

## Geographie
Das Water of Girvan entspringt auf einer Höhe von 625 Metern am Osthang des Shalloch on Minnoch in den Carrick Hills unweit der Ostgrenze von South Ayrshire. Der Stinchar, der letztlich etwa 20 Kilometer südlich des Water of Girvan in den unteren Firth of Clyde münden wird, entspringt am Nordhang desselben Hügels.
Auf den ersten rund 28 Kilometern seines Laufes verfolgt das Water of Girvan eine nördliche bis nordwestliche Richtung. Es durchfließt dabei die kleinen Seen Cornish Loch und Loch Skelloch, bevor es zum Loch Bradan aufgestaut wird. Der Fluss passiert Straiton und Blairquhan House, bevor er nahe Kirkmichael eine südwestliche Richtung einschlägt, die er bis zu seiner Mündung beibehält. Das Girvan Water passiert Crosshill, Dailly und Old Dailly und erreicht schließlich Girvan, wo es sich in den unteren Firth of Clyde ergießt.
Zwischen Quelle und Mündung legt das Water of Girvan eine Strecke von 58 Kilometern zurück. Infolge des gewundenen Laufs beträgt die direkte Strecke zwischen Quelle und Mündung lediglich 23 Kilometer. Auf seinem Lauf münden zahlreiche Bäche ein. Das Water of Girvan besitzt jedoch keine wesentlichen Nebenflüsse.

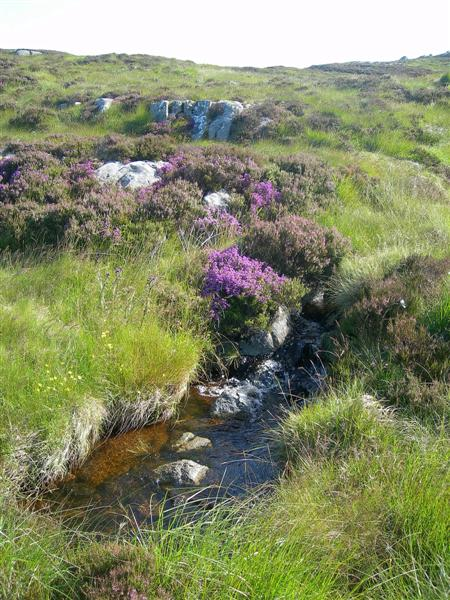
Oberlauf des Water of Girvan
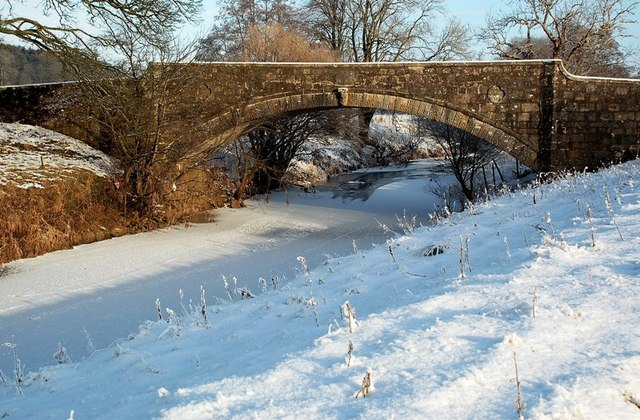
Die Drumgirnan Bridge über das zugefrorene Water of Girvan